# Озёра Китая

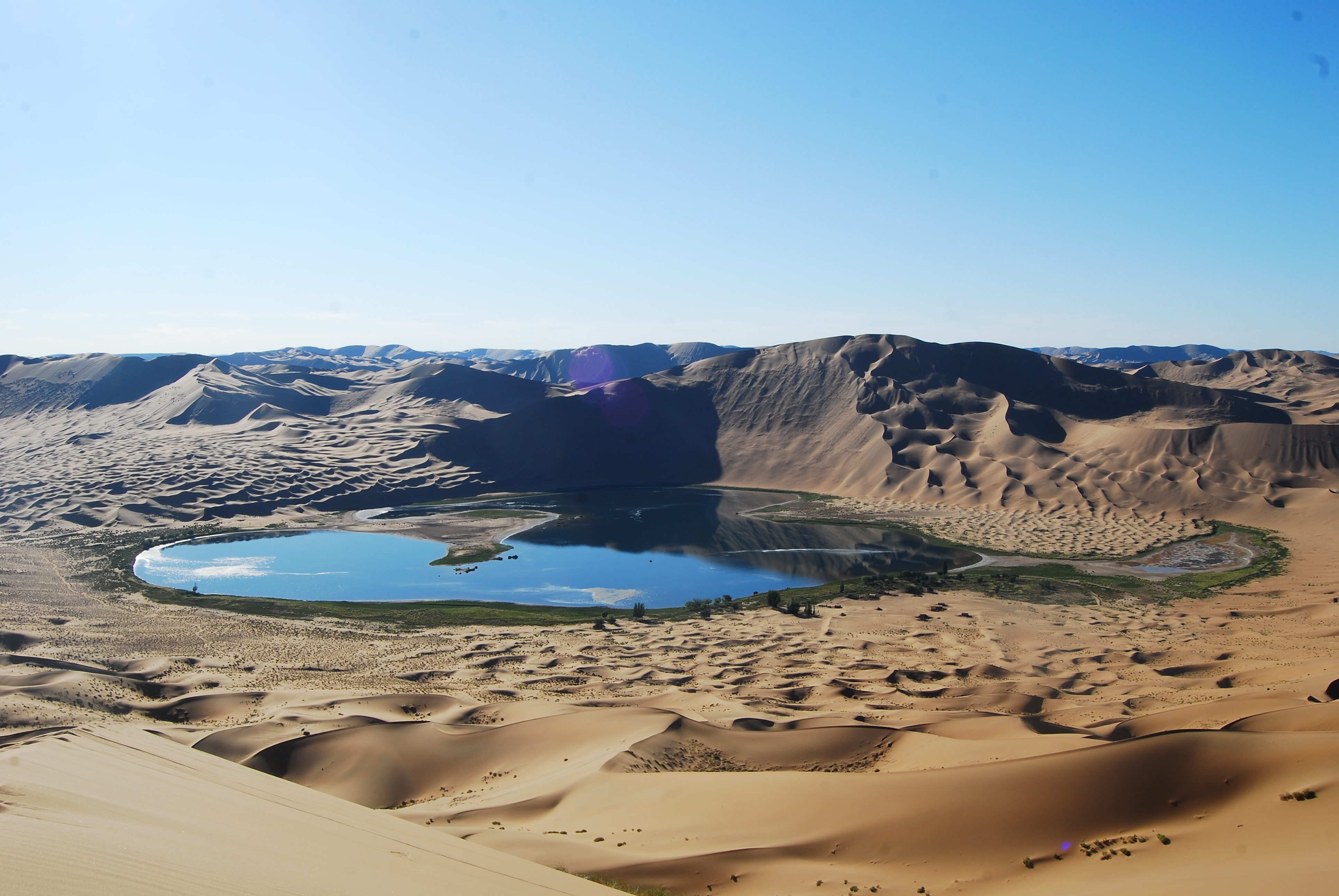
Небольшое озеро в пустыне Бадын-Джаран.

Озёра в Китае расположены, в первую очередь, на Тибетском нагорье и на равнинах в бассейне реки Янцзы. По данным космических снимков, число озёр может достигать 185 тысяч.
Природная среда озёр подверглась сильному влиянию человека, часть из них исчезла или сократилась в площади. Климатические изменения также оказывают воздействие. Многие озёра регулируются, однако сохранившиеся естественные озёра до сих пор составляют значительную долю. При этом водные запасы в озёрах страны меньше, чем в водохранилищах.

## Распределение озёр по территории страны

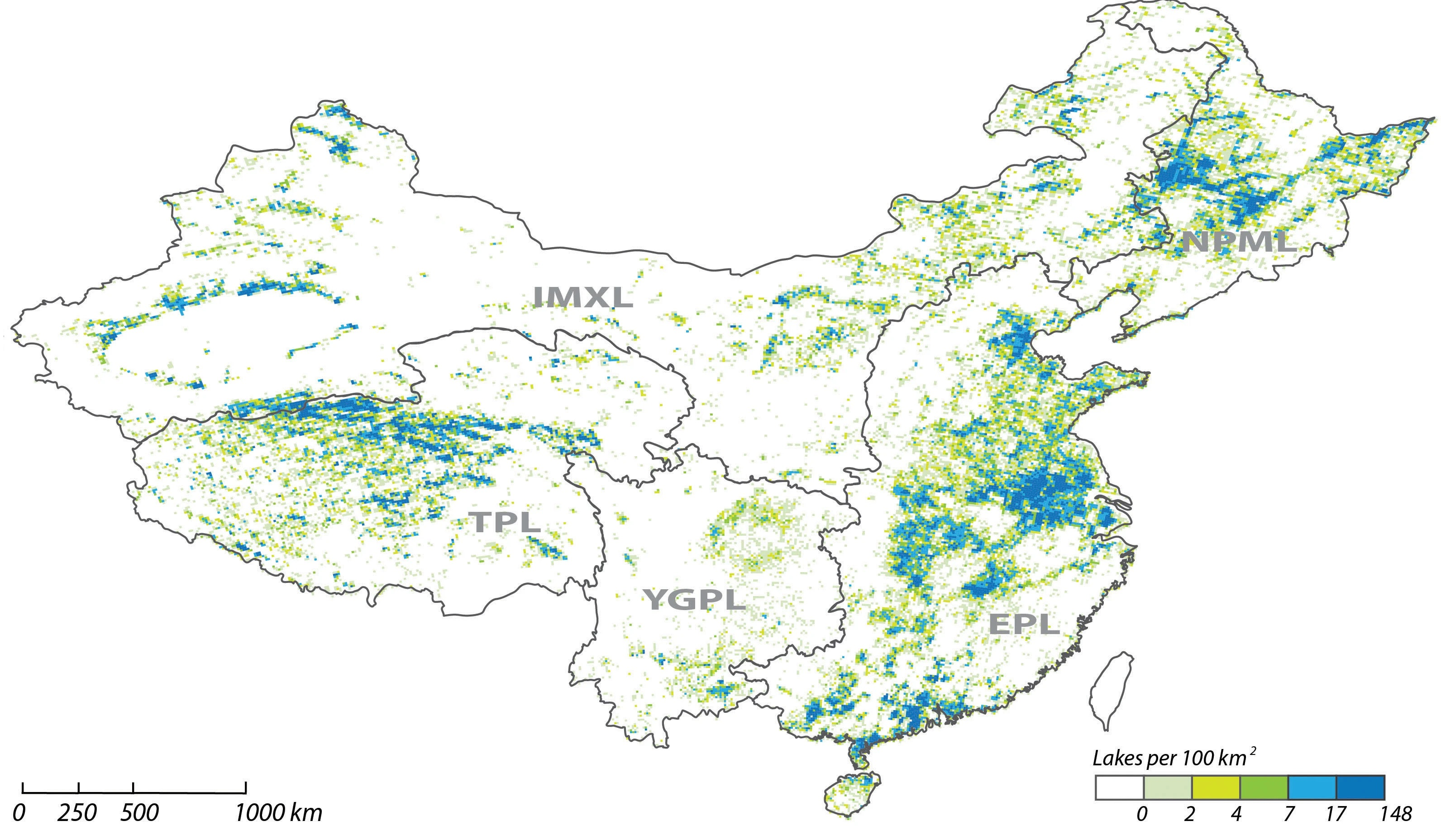
Распределение озёр по территории континентального Китая по спутниковым данным 2005—2008 годов. 50 % суммарной площади поверхности озёр приходится на озёрную зону Тибетского нагорья (TPL), 25 % находится в озёрном регионе Восточной равнины (EPL), 15 % в озёрном регионе Внутренняя Монголия-Синьцзян (IMXL), 8,5 % в озерном регионе Маньчжурской равнины и гор (NPML) и 1,5 % в озерном регионе Юньнань-Гуйчжоуского нагорья (YGPL)

На территории страны множество озёр, их общее число превышает 24,8 тысяч и, по спутниковым данным, может достигать 185 тысяч. По первой национальной переписи водных ресурсов 2010—2012 годов насчитывалось 2865 озёр площадью поверхности более 1 км²: 1594 пресноводных и 1271 солёных, солоноватых и озёр других типов (суммарная площадь поверхности около 78 тысяч км²).
В бассейне крупнейшей в Китае реки Янцзы (без Хуайхэ), согласно водной переписи, располагается 805 озёр с площадью поверхности от 1 км²; в бассейне Хуанхэ — 144, Хуайхэ — 68, Амура — 496, а, например, Чжуцзян — 18. Множество озёр на западе и в центре Китая являются бессточными или принадлежат бессточным областям. Часть районов на юго-западе страны относится к бассейнам рек Индийского океана, таких как Брахмапутра, Меконг и Салуин. Бассейн рек Северно-Ледовитого океана (Иртыш) занимает небольшую территорию на крайнем северо-западе.
Плотность озёр всех размеров высокая в бассейне Хуайхэ, ограниченные районы с большим числом озёр есть в бассейнах Чжуцзян, Сунгари, Янцзы, Хайхэ, ряда рек на Тибетском нагорье. В бассейнах рек на северо-западе страны плотность озёр минимальная. Большинство озёр занимают площадь до 1 км² (98,4 % от 185 тысяч), их также важно исследовать с точки зрения экологии, биогеохимии и геоморфологии. В частности, на Тибетском нагорье ледниковые озера в основном меньшей площади.
С учётом географических и политических особенностей территорию Китая обычно делят на пять больших озёрных зон. Точные границы лимнологических регионов в исследованиях различаются, часть территории, включающей иногда сразу несколько провинций и автономных округов, могут не относить ни к одной из пяти зон.
1. Озёрный регион Тибетского плато (TPL), который охватывает провинцию Цинхай и Тибетский автономный район. Также иногда включает части Синьцзян-Уйгурского автономного района, провинций Юньнань и Сычуань. Большинство озёр питаются талыми водами ледников и атмосферными осадками. Из-за географических и климатических особенностей Тибетского нагорья многие озера не затронуты деятельностью человека, также они считаются местными жителями священными.
2. Озерный регион Юньнань-Гуйчжоуского нагорья (YGPL). Основу составляют провинции Юньнань и Гуйчжоу. Здесь очень мало озёр.
3. Озёрный регион Внутренняя Монголия-Синьцзян (IMXL) охватывает север Китая от Внутренней Монголии до Синьцзян-Уйгурского автономного района. Расположен на обширных засушливых и семиаридных землях в Восточной Азии, на части степей Евразии и Монгольского плато. Хотя нескольких озёр в Синьцзяне получают талую воду из ледников и снега, большинство озёр поддерживаются грунтовыми водами, реками и атмосферными осадками. Водные ресурсы чрезвычайно скудны, озера являются ценным источником воды для пастбищ, орошаемого земледелия, промышленности и многих исчезающих видов. Помимо озёр на обширных пастбищах в пустыне Бадын-Джаран во Внутренней Монголии есть несколько междюнных озёр. Некоторые солёные озера являются источником таких ценных веществ как мирабилит. В последние десятилетия озера региона испытывали огромную антропогенную нагрузку из-за ирригации и промышленной деятельности, добычи полезных ископаемых.
4. Озерный регион восточной равнины (EPL). Его основу составляют обширные восточные равнины Китая в среднем и нижнем течении реки Янцзы. Озёра питаются в основном за счёт атмосферных осадков и рек, многие из которых связаны с Янцзы. Озёра и река Янцзы являются важным водно-болотным угодьем (последнее пристанище Lipotes vexillifer и Alligator sinensis) и, одновременно, одними из самых загруженных судоходные артерий в мире. Кроме того, здесь расположены все пять, как иногда считают, крупнейших пресноводных озёр Китая: озеро Поянху в провинции Цзянси, озеро Дунтинху в провинции Хунань, озеро Тайху и Хунцзеху в провинции Цзянсу и озеро Чаоху в провинции Аньхой. Велика важность этих больших озёр для сельского хозяйства и культуры Китая с древности.
5. Озерный регион Маньчжурской равнины и гор (NPML): провинции Ляонин, Гирин и Хэйлунцзян. Суннэньская равнина в Гирине и территория провинции Хэйлунцзян составляют основу региона. Озёра получают воду, в первую очередь, из рек и атмосферных осадков. В этом регионе есть несколько вулканических озёр, таких как озеро Тяньчи в горах Чанбайшань — самое глубокое озеро в Китае (максимальная глубина 384 м). Сельскохозяйственная деятельность, в том числе орошение, всё сильнее влияет на озера.

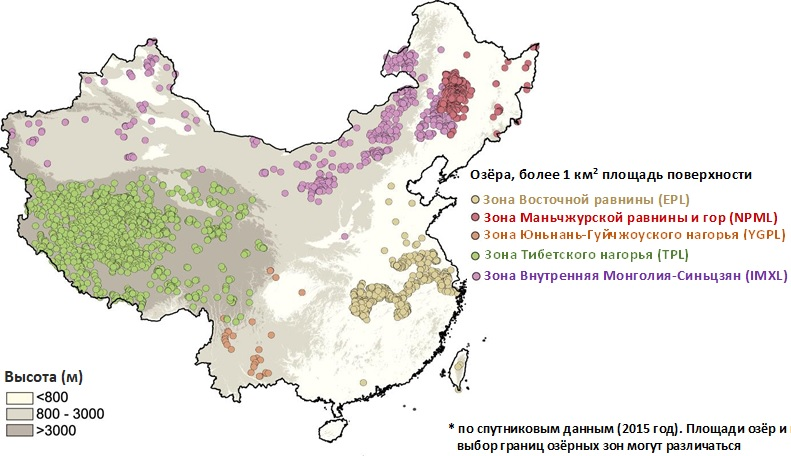
Озёра площадью поверхности более 1 км². Озёрный регион Тибетского плато (TPL) здесь охватывает также части Синьцзян-Уйгурского автономного района, провинций Юньнань и Сычуань, а зона Восточных равнин (EPL) на этой карте включает частично признанное государство Тайвань.

Озёрные зоны Тибетского нагорья (TPL) и Внутренней Монголии-Синьцзяна (IMXL) включают бессточные области с солёными озёрами в засушливом, аридном или семиаридном климате. Другие три озерные зоны (NPML, YGPL, EPL) расположены в муссонном климате, характеризуются обильными осадками и пресноводными озёрами со стоком. Такое деление подчёркивает основные климатологические и геоморфологические характеристики Китая. При этом зона TPL не полностью совпадает с Тибетским плато, YGPL включает Сычуань и Чунцин, IMXL — Лёссовое плато. NPML не включает восточный регион Внутренняя Монголия.
Озёра образуют два больших кластера на западе и востоке Китая. Зона Тибетского нагорья (TPL) наиболее богата озёрами. По разным оценкам и для разных границ зоны на 2015 год, от 1047 до 1184 озёр площадью поверхности от 1 км² каждое (в сумме от 42,5 до 46,8 тысяч км²). Озерный регион восточной равнины (EPL) представлен 469-618 озёрами площадью поверхности от 1 км², в то время как в зоне Юньнань-Гуйчжоуского нагорья таких озёр меньше всего: 25-72. При этом оценки общего числа озёр Китая за 2015 год (с площадью поверхности от 1 км²) также различаются: от 2554 озёр до 2919, как и их суммарные площади: от 74,4 до 81,8 тысяч км².

## Озёра и водохранилища
Озёра Китайской народной республики играют не очень большую роль, если сравнивать с другими водными объектами. В частности, водные ресурсы в основном регулируются водохранилищами, антропогенное воздействие более сильное, чем в среднем по миру. Озёра и водохранилища занимают только 1,2 % территории континентального Китая (в среднем по миру 2,8 %), но на водохранилища приходится 0,29 % территории, что намного выше среднего (0,17 %); водохранилища вмещают примерно 794-810 км³ воды, что втрое больше объёмов озёр (268 км³). Почти на все крупные реки сильно влияют водохранилища, причём в речных бассейнах на севере и северо-востоке страны такие искусственные водоёмы могут вмещать больше воды, чем даже годовой сток. Например, ёмкость водохранилищ в бассейне Ляохэ в 3,7 раз больше годового стока, а у основных притоков Сунгари — в 1,7 раз. Как показывают исследования, даже водохранилища относительно меньшей ёмкости способны влиять на поток воды в реках. Так, на Янцзы они сильно изменили перенос твёрдых частиц по реке. Причём наибольшие темпы увеличения ёмкости водохранилищ, по спутниковым данным, были после 2000 года. К 2013 году, по официальным подсчётам, имелось порядка 98 тысяч водохранилищ.
Неизмененные естественные озера до сих пор составляют большой процент водной поверхности. При этом множество естественных озёр было зарегулировано, в не менее 70 % пресноводных озёрах площадью от 10 км² контролируется сток воды. В Китае местные условия часто не позволяли строить водонапорные плотины и воздвигать большие водохранилища в руслах рек, поэтому ещё с 1970 года велись работы по превращению многочисленных озёр в водохранилища. Одно из крупнейших озёр страны Поянху было решено зарегулировать из-за опускания его уровня, которое началось после, как считается, дноуглубительных работ и строительства выше по течению реки плотины «Три ущелья». Регулируемые озёра представляют интерес с точки зрения изучения влияния человека на них.

## Недавние изменения в озёрах Китая и вопросы экологии
Исторически, по крайней мере с 3000 года до н. э., жители использовали берега озёр для сельского хозяйства, строили дамбы и каналы, изменяя озёрную среду. С 1950-х годов деятельность человека и изменение климата привели к сложным физическим и экологическим изменениям во внутренних водоёмах Китая. Активно строились водохранилища по всей стране, исчезали озёра в ряде районов Китая. Резкий рост населения в бассейнах рек, впадающих в Тихий океан, бурное развитие промышленности вызвали ухудшение качества вод в озёрах. 80 % озёр подверглись эвтрофикации, упало биоразнообразие, выросли концентрации загрязняющих веществ. Падение качества воды вызвало нехватку порядка 40 миллиардов тонн воды в Китае каждый год. Так, в мае 2007 года сильное цветение водорослей озера Тайху привело к проблемам с водой для 2 миллионов человек.
C 2005 года правительство Китая ввело множество строгих законов, планов и руководств по улучшению ситуации: об усилении охраны водной среды важнейших озёр, план действий по контролю за загрязнением воды и т. д. По оценке, рост ВВП Китая в 2006—2015 годы происходил не за счёт эксплуатации внутренних вод. Также изучение 82 озёр и 60 водохранилищ Китая выявило, что в 2005—2017 годы Китаю удалось существенно улучшить качество воды, наибольшие успехи были достигнуты по борьбе с эвтрофикацией, снижена концентрация аммония и фосфора. Строительство очистных сооружений для сточных вод стало ключевым направлением работы. К сожалению, эвтрофикация остаётся проблемой для многих крупных озёр: вызывающие её вещества сохраняются в озёрных отложениях какое-то время, кроме того, большой вклад вносит загрязнение от неточечных источников (в первую очередь, удобрений на рисовых полях и прочей сельскохозяйственной деятельности). При этом загрязнение тяжёлыми металлами (хром, кадмий, мышьяк) показало тенденцию к росту из-за промышленной деятельности, осаждений из атмосферы и образования отходов (шлама) от очистных сооружений. Высокая токсичность, распространённость и стойкость тяжёлых металлов вызывает беспокойство китайских властей. Анализ научной литературы показывает, что в целом риск от тяжёлых металлов выше в озёрных зонах восточной равнины (EPL) и Внутренней Монголии-Синьцзян (IMXL). Промышленность была основным источником загрязнения тяжёлыми металлами в озёрных зонах восточной равнины (EPL), Юньнань-Гуйчжоуского нагорья (YGPL), Северо-Восточной равнины и гор (NPML), а в зонах Внутренняя Монголия-Синьцзян (IMXL) и Тибетского плато (TPL) помимо промышленности играли важную роль сельскохозяйственные источники. При этом водохранилища и городские озёра Китая в большей степени, чем естественные озёра, подвержены загрязнению тяжёлыми металлами.
Чрезмерное освоение озёр человеком, изменение климата существенно повлияли на количество и площади поверхности озёр во всех пяти озёрных зонах страны. В 2006 году китайские власти подсчитали, что Китай может терять почти 20 естественных озёр ежегодно. По данным учёных, с 1960-х годов исчезло порядка 243—350 озёр, с середины 1980-х — 181 озеро (с площадью поверхности каждого от 1 км²). Сократились площади ряда озёр, так в озёрной зоне Восточной равнины (EPL) их суммарная площадь снизилась с середины 1980-х к 2015 году на 1,2 тысячи км². Значительный рост числа озёр и их площадей отмечается в озёрной зоне Тибетского плато (TPL вместе с частями СУАР, провинций Юньнань и Сычуань): за период с середины 1980-х до 2015 года число озёр увеличилось на 130, общая площадь — на 8,2 тысячи км², что связывают с ускоренным таянием ледников из-за глобального потепления.

## Список озёр Китая c площадью более 1000 км²
Ниже приводятся озёра Китая с площадью поверхности более 1000 км²:, для многих озёр площадь может сильно меняться в зависимости от года и сезона. Список в алфавитном порядке по названиям.
По водной переписи 2010—2012 годов, в стране насчитывалось 10 озёр с площадью поверхности от 1000 км². По опубликованным к началу 2022 года данным дистанционного зондирования Земли, таких озёр может быть ещё несколько, в таблице указаны 13. Так, площади поверхности озёр Баграшкёль, Теринам, системы озёр Мигриггъянгджам-Цо и Дорсёдонг-Цо достигают 1000 км². Систему озёр Мигриггъянгджам-Цо и Дорсёдонг-Цо часто рассматривают как единое целое. Водоём Наньсыху, состоящий из четырёх искусственно соединённых озёр, тоже могут учитывать как озеро.
Крупнейшими пресноводными озёрами Китая обычно считаются Поянху, Дунтинху, Тайху, Хунцзэху вместе с Чаоху, которое меньшего размера, их также причисляют к так называемым «пяти озёрам». Заметим, что некоторые очень крупные озёра, такие как Лобнор и Чаэрхань, ныне не существуют, либо являются соляными равнинами. Площадь Эби-Нура остаётся ниже 1000 км².
| Название | Космический снимок | Площадь поверхности, км²                         | Принадлежность к бассейну                                           | Некоторые притоки                                                       | Местонахождение (провинция или автономный район) | Координаты озера                 | Прим. |
| --- | ------------------ | ------------------------------------------------ | ------------------------------------------------------------------- | ----------------------------------------------------------------------- | ------------------------------------------------ | -------------------------------- | --- |
| Баграшкёль (Босытэн), англ. Bosten, Bositeng, Baghrash, кит. упр. 博斯腾湖, пиньинь Bósīténg Hú |                    | более 1000 или около 800                         | Кончедарья → бессточная область                                     | Хайдык-Гол                                                              | Синьцзян-Уйгурский автономный район              | 42°00′00″ с. ш. 87°00′00″ в. д.  | [ 39 ] [ 40 ] [ 41 ] |
| Далайнор (Хулуньху), англ. Hulun, кит. упр. 达赉湖, 呼伦湖 , пиньинь Hūlún Hú |                    | около 2000                                       | бессточная область или, по другим исследованиям, Амур → Тихий океан | Керулен, Орчун-Гол                                                      | автономный район Внутренняя Монголия             | 48°58′23″ с. ш. 117°26′08″ в. д. | [ 43 ] [ 44 ] |
| Дунтинху (Дунтин), англ. Dongting, кит. 洞庭湖, пиньинь Dòngtíng Hú |                    | 2670 (в сухой сезон 710)                         | Янцзы → Тихий океан                                                 | Лишуй, Цзышуй, Юаньцзян, Сянцзян, потоки Янцзы                          | Хунань                                           | 29°11′58″ с. ш. 113°00′25″ в. д. | Состоит из трёх основных частей: южной, западной и восточной.                                                                                 |
| Кукунор (Цинхайху), англ. Qinghai, Tsinghai, Kokonor, Koko, кит. упр. 青海湖, пиньинь Qīnghǎi Hú |                    | около 4300-4400                                  | бессточное озеро, бессточная область                                | Бух-Гол, Шалюхэ, Хэлигэньхэ, Уха-Алан, Даотанхэ, Ганьцзыхэ              | Цинхай                                           | 37°00′00″ с. ш. 100°00′00″ в. д. | [ 50 ] [ 51 ] |
| водная система озёр Мигриггъянгджам-Цо и Дорсёдонг-Цо, англ. Migriggyangzham Co, Chibuzhang Co, Chibzhang Co, кит. 赤布张错, 米提江占木錯, 又名赤布張錯; англ. Dorsoidong Co, кит. упр. 多尔索洞错, пиньинь Duō'ěr suǒdòngcuò |                    | более 1000                                       | бессточное озеро, бессточная область                                | Хайчи-Гол                                                               | Тибетский автономный район, Цинхай               | 33°28′03″ с. ш. 90°00′13″ в. д.  | Мигриггъянгджам-Цо располагается восточнее, Дорсёдонг-Цо — западнее. Площадь поверхности озёр немного выросла до 1012 или до 1052 (563 и 489) |
| Нам-Цо (Намцо, Тэнгри-Нур) англ. Namtso, Nam, Namu Co, Nam Co, Tengri Nor, кит. упр. 納木湖, пиньинь Nàmùcuò |                    | около 2000                                       | бессточное озеро, бессточная область                                | Нагчу, Нганг-Чу, Дари                                                   | Тибетский автономный район                       | 30°43′15″ с. ш. 90°28′05″ в. д.  | [ 55 ] |
| Наньсыху (состоит из озёр Наньянху, Душаньху, Чжаоянху и Вэйшаньху) англ. Nansi, Weishan, кит. упр. 南四湖, пиньинь Nánsì hú                                                                                                  |                    | 1266                                             | Хуайхэ → (Янцзы) → Тихий океан                                      | Баймахэ, Сыхэ, Чжаованхэ, Ваньфухэ                                      | Шаньдун                                          | 34°36′00″ с. ш. 117°12′00″ в. д. | [ 56 ] |
| Поянху (Поян), англ. Poyang, кит. трад. 鄱陽湖, упр. 鄱阳湖, пиньинь Póyáng Hú |                    | в сезон дождей 1302-3840, в сухой сезон 618—2499 | Янцзы → Тихий океан                                                 | Ганьцзян, Сюшуй, Синьцзян, Чуацзян (Чанцзян), Фухэ (Фучжоу или Сюйцзян) | Цзянси                                           | 29°04′00″ с. ш. 116°23′00″ в. д. | [ 58 ] [ 59 ] [ 60 ] [ 61 ] |
| Силинг-Цо (Сэлиньцо) англ. Seling Tsho, Selinco, Ziling Co, Selin Co, Siling, Qilin, кит. упр. 色林错, пиньинь Sèlín Cuò |                    | около 2320                                       | бессточное озеро, бессточная область                                | Бу, Са, Алан-Цангпо                                                     | Тибетский автономный район                       | 31°50′00″ с. ш. 89°00′00″ в. д.  | [ 63 ] |
| Тайху (Тай), англ. Taihu, кит. 太湖, пиньинь Tài Hú |                    | 2338                                             | Янцзы → Тихий океан                                                 | потоки Янцзы и др.                                                      | Цзянсу                                           | 31°10′00″ с. ш. 120°09′00″ в. д. | Находится внутри очень сложной системы рек и каналов                                                                                          |
| Теринам англ. Zhari Namco, Terinam Tso, Terinam Tsho, кит. упр. 扎日南木错, пиньинь zhārì nánmùcuò |                    | более 1000                                       | бессточное озеро, бессточная область                                | Сома-Цангпо                                                             | Тибетский автономный район                       | 30°55′00″ с. ш. 85°38′00″ в. д.  | Площадь поверхности: 985,65, 996, 1003 или 1005,5, 1046,3 км²                                                                                 |
| Ханка (Синкайху), англ. Khanka, Xingka, Xingkai, кит. трад. 興凱湖, упр. 兴凯湖, пиньинь Xīngkǎi Hú |                    | 4070                                             | Амур → Тихий океан                                                  | Илистая, Мельгуновка, Комиссаровка                                      | Хэйлунцзян (Китай) и Приморский край (Россия)    | 45°01′00″ с. ш. 132°25′00″ в. д. | В том числе на территории России — 3030 (74 %), Китая — 1040 (26 %), по другим данным, России — 72 %, Китая — 28 %                            |
| Хунцзэху (Хунцзэ), англ. Hongze, кит. упр. 洪澤湖, пиньинь Hóngzé Hú |                    | 1597                                             | Хуайхэ → (Янцзы) → Тихий океан                                      | Хуайхэ                                                                  | Цзянсу                                           | 33°18′27″ с. ш. 118°42′36″ в. д. | Воды из озера Хунцзеху поступают в Янцзы или сразу в Жёлтое море через протоки и каналы.                                                      |